# Carles Domènec Eusebi de Borbó
Carles Domènec Eusebi Rafael de Borbó i de Borbó-Parma (El Pardo, 5 de març de 1780 - Aranjuez, 11 de juny de 1783), anomenat Carles Antoni en algunes fonts, va ser infant d'Espanya, cinquè fill de Carles IV, mort en la infància.
Nascut a El Pardo el 5 de març de 1780, va ser el cinquè fill de Carles IV d'Espanya i de la seva esposa, Maria Lluïsa de Borbó-Parma, quan encara eren prínceps d'Astúries. En va ser padrí de bateig el seu avi patern, el rei Carles III d'Espanya. El mateix dia del naixement va ser nomenat cavaller de l'orde del Toisó d'Or.
El natalici va ser un esdeveniment que va ser celebrat a diferents poblacions, tant de la península com de les colònies americanes i asiàtiques, amb la realització de rogatives. Pel mateix motiu es van compondre un poema al·legoria del seu naixement titulat La Paz y la Guerra de Tomás de Iriarte, una arenga per part de la Reial Acadèmia de la Història, entre d'altres.
Durant la seva curta vida, van ser dides seves Apolinaria García-Suelto, que més tard va ser substituïda per Francisca Mónica Rodríguez. Carles va morir prematurament a Aranjuez l'11 de juny de 1783, amb tres anys. El seu cos va ser traslladat al monestir d'El Escorial el 14 de juny, i reposa al Panteó d'Infants.